# Giáo hoàng Lêô X
Lêô X (Latinh: Leo X) là vị giáo hoàng thứ 217 của giáo hội công giáo. Theo niên giám tòa thánh năm 1806 thì ông đắc cử Giáo hoàng năm 1513 và ở ngôi Giáo hoàng trong 8 năm 8 tháng 12 ngày. Niên giám tòa thánh năm 2003 xác định ông đắc cử Giáo hoàng ngày 9 tháng 3 năm 1513, ngày khai mạc chức vụ mục tử đoàn chiên chúa là ngày 19 tháng 3 và ngày kết thúc triều đại của ông là ngày 1 tháng 12 năm 1521.

## Trước khi thành giáo hoàng
Giáo hoàng Leo X sinh tại Florence ngày 11 tháng 12 năm 1475 với tên là Jean de Médicis (Giovanni di Lorenzo de’ Medici). Ông thuộc hàng quý tộc Médicis là con trai thứ hai của Lorenzo il Magnifico và Clarisse Orsini.
Hồi còn rất trẻ, cha mẹ ông đã định cho ông vào bậc giáo sĩ (năm 7 tuổi). Ông nhận chức cắt tóc năm 1482, rồi đạt được một loạt những thăng chức nhờ quyền hành và sự giàu có của cha mẹ ông. Được phong chức Tổng Giám mục lúc mới 8 tuổi. Chưa đầy 13 tuổi, đã được cử làm 27 chức khác nhau trong Giáo hội, tức là có lợi tức rất lớn; được dạy bảo coi chức vị trong Giáo hội hoàn toàn như một nguồn lợi.
Năm 13 tuổi ông nhận được chiếc mũ hồng y từ tay Giáo hoàng Innôcentê VIII. Tuy nhiên, ông đã phải tránh mang tước hiệu của ông cho đến năm 1492. Năm 1493, ông được Giáo hoàng Xíttô IV bổ nhiệm làm đệ nhất lục sự tông tòa. Năm 1496, ông nhận đan viện danh tiếng Mon-Cassin, do chính Bênêđictô Nurcia thành lập, có bổng lộc. Ông tham gia vào cơ mật viện và đưa Rodrigo Borgia lên ngôi Giáo hoàng Alexanđê VI; hồng y Médicis đã kịch liệt phản đối cuộc bầu cử này.
Sau cuộc bầu cử này, ông quay trở về Florentia, nơi cha ông vừa từ trần. Gia đình ông bị trục xuất khỏi thành phố năm 1494, và chính ông phải chạy trốn, ăn mặc xốc xếch, giả làm tu sĩ Phanxicô. Lúc bấy giờ ông sống một cuộc sống tài tử song vẫn giữ những thói quen dè dặt hơn các hồng y đồng sự của ông. Sự ngã bệnh của việc Giuliô II ngã bệnh năm 1511, đã gợi cho ông ý tưởng ra ứng cử.
Cùng năm đó, ông được bổ nhiệm làm đặc sứ ở Bologne và Romagne. Năm 1512 trong khi ông lưu lại với quân đội Giáo hoàng, ông bị bắt làm tù binh sau trận Ravenna. Ông đã trốn thoát thành công, trong khi đó gia đình ông lấy lại được quyền hành ở Florentia.

## Giáo hoàng
Ngày 21 tháng 2 năm 1513, Giuliô II qua đời và ông được bầu làm Giáo hoàng ngày 9 tháng 3 năm 1513 khi mới 38 tuổi. Có nguồn cho rằng ông đã trả giá để được chức vị Giáo hoàng. 

### Giáo hội
Giáo hoàng Leo X tưởng đã đến lúc có thể thống nhất các tu viện theo cùng một khuynh hướng. Nhưng việc không thành năm 1515, qua tông chiếu Ite (et) vos in vineam, Giáo hoàng Leon X chính thức xác nhận sự phân tách giữa hai khuynh hướng của dòng Phanxico là "ngặt phép" ở Pháp và "dung hòa" ở Tây Ban Nha. Điều này đã được công đồng Constancia (1415) thừa nhận và cho phép mỗi nhóm được chọn một vị Tổng đại diện riêng.
Năm 1517, ông chấm dứt Công đồng Latêranô V. Lêô X công bố tông chiếu Pastor aeternus lên án văn kiện Pragmatique Sanction de Bourges, và luận phi chủ trương quyền tối thượng thuộc đại công đồng.
Công đồng đã phê chuẩn nhiều sắc lệnh canh tân có thể ngăn chặn được cuộc Cải Cách Tin Lành, nhưng vì sự thiển cận và tính cách trần tục của Đức Lêô X nên hầu hết các sắc lệnh cải tổ của công đồng đã không được thi hành.
Ngoài ra, một số giám mục của Giáo hội cũng không màng gì đến chuyện canh tân. Việc Alfonso Petrucci và một nhóm hồng y định mưu sát Giáo hoàng vào năm 1517 nói lên tình trạng Roma và hồng y đoàn có nhiều xung đột. Petrucci bị án tử hình, nhưng chỉ làm cho tình trạng thêm đen tối. Cũng năm ấy, sự thống nhất Tây phương đổ vỡ.

### Bảo trợ nghệ thuật
Ông là người bảo trợ cho văn chương và nghệ thuật, nhất là Raffaello. Ông đã đặt ông đứng đầu công tác xây cất các dinh thự Tòa thánh và trang trí điện Vatican.
Raphael đã vẽ chân dung Giuliô II, ngày nay được đặt ở nhà trưng bày Pitti của Florentia. Raphael cũng đa hoàn thành các phòng (stanze) của cung điện Giáo hoàng do Giuliô đặt làm.
So với Giáo hoàng Julius II thì ông ít hung bạo và nhiều "tính nhân văn" hơn. Giáo triều lúc này trở thành nơi viết sách, vịnh thơ và triển lãm nghệ thuật. Đức Leo X trong phẩm phục Giáo hoàng tham dự những buổi trình diễn văn nghệ, săn bắn, hội hè.

### Những tai tiếng
Ông sống cuộc đời của một Giáo hoàng hết sức xa hoa, thường xuyên tổ chức dạ vũ với những mục giải trí đắt giá và trụy lạc. 
Giáo hoàng Leo X đã bị cáo buộc là có niềm say mê đặc biệt với Marc-Antonio Flaminio. 
Ông đã khởi đầu triều đại của mình bằng một loạt các lễ và trò vui ngày hội lớn. Những việc này đã nhanh chóng phung phí cơ nghiệp Giuliô II để lại. Lúc bấy giờ Lêô X đã dùng đến phương pháp truyền thống của chức Giáo hoàng, sáng lập các lễ và ban phát các ân xá.
Ông bán nhiều phẩm tước trong Giáo hội; hết thảy chức vị trong Giáo hội đều đem bán lấy tiền, và còn đặt ra nhiều chức vị mới nữa; cử nhiều người 7 tuổi làm Hồng y Giáo chủ; quá lo cho gia tộc mình khi tự ý giành lấy Công quốc Urbino cho con cháu (1516).
Ông bán các ân xá để nâng quỹ tài chính dành cho việc xây dựng Đền Thánh Phêrô.
Việc ban ân "toàn xá" dần dần đi đến lạm phát đặc biệt là dưới triều đại của ông: ân xá 1000, 10.000, 15.000 và 100.000 và điều này như giọt nước làm tràn ly dẫn đến bạo loạn và cuộc cải cách của tu sĩ Luther thuộc dòng Augustinô.

### Luther và phong trào kháng cách

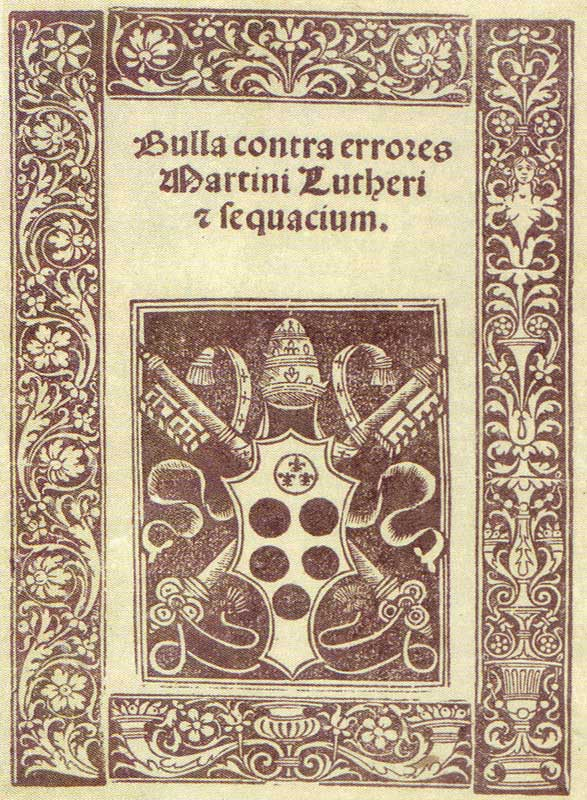
Sắc chỉ Contra errores Martini Lutheri (1521)

Vị Giáo hoàng này đã không có chút nào trong các đức tính cần thiết để giải quyết cuộc khủng hoảng sinh ra từ phong trào Luther. Ông đã không mấy bận tâm đến nhà thần học âm thầm này. Trong khi giáo phái Tin lành đang làm sôi nổi khắp châu Âu, vẫn cứ điềm nhiên như không có gì lo ngại.
Tháng 11.1517, sinh viên Wittenberg biểu tình, đốt cuốn Những phản đề của linh mục Tetzel và hoan hô Luther. Tổng giám mục Albert Brandenburg đệ trình 95 đề tài của Luther sang tòa thánh. Giáo hoàng Leo X lúc đầu cho là việc tranh luận giữa các dòng tu nên không để ý. Nhưng tháng 12, hồng y Tommaso Vio dòng Đa minh đệ lên Giáo hoàng một bản tường trình vạch rõ những sai lầm của Luther về sự công chính hóa và quyền giáo huấn của hội thánh; lúc ấy Giáo hoàng mới lưu tâm đến sự việc song còn tin rằng có thể dập tắt bằng cách trao nhiệm vụ đó cho bề trên các dòng.
Tháng 4 năm 1518, Luther được nhiều người ủng hộ đã đến trình bày quan điểm của mình và tự biện hộ trong một phiên họp của tổng hội dòng Âu tinh. Một tháng sau, ông đệ trình lên Giáo hoàng Leo X một cuốn sách nhỏ nhan đề " Giải quyết các vấn đề đang được tranh cãi về hiệu năng ân xá" (Resolutiones disputationum de Indulgentiarum virtute), trong đó ông tố cáo những sai lầm và lạm dụng của nhiều nhà giảng thuyết.
Vì không chịu rút lại giáo thuyết của mình, Luther bị gọi sang Roma nhưng ông xin khất. Ông hoàng Frierich xứ Saxonia xin Giáo hoàng Leo X cho Luther được gặp hồng y Cajetano đang ở Augsburg thay vì Roma, Vị hồng y cố gắng thuyết phục Luther nhưng không thành công.
Ngày 15 tháng 6 năm 1520, Lêô X ban hành Sắc chỉ Exsurge Domine: lên án 41 mệnh đề của Luther và đe dọa dứt phép thông công nếu trong vòng 6 tháng ông không rút lại. Ngày 10 tháng 12, ông long trọng đốt bản tông chiếu. Tháng giêng năm sau ông bị vạ tuyệt thông. Tại hội nghị Worms, các ông hoàng nước Đức triệu tập ông về để xét xử.
Trước mặt hoàng đế Carlos Quinto, ông cương quyết giữ lập trường "vì lương tâm và theo Kinh Thánh". Ông bị án trục xuất, nhưng bạn hữu của ông tổ chức "bắt cóc" ông đưa đi trốn.  Thời gian này ông dịch Tân Ước sang tiếng Đức (năm 1533 mới dịch xong Cựu Ước). Thời hạn này đã trôi qua, nhà cải cách bị dứt phép thông công do sắc lệnh Decet Romanum Pontificem (13 tháng 1 năm 1521).

### Với Anh và Pháp
Leo X đã ban cho Henry VIII của Anh tước hiệu "Người bảo vệ đức tin" (Defensor fidei) do ông đã có công ngăn cản làn sóng giáo thuyết Luther tràn vào nước Anh.
Đối với nước Pháp, đức Leo X đã đạt được những thành công về mặt ngoại giao. Năm 1513, ông thuyết phục được vua Louis XII của Pháp bỏ nhóm hồng y ly khai bấy giờ đã đưa nhau sang Lyon, và nhìn nhận công đồng Latran V.
Ngày 18 tháng 8 năm 1516, ông đã ký với François I của Pháp (1515-1547), người đã tái chiếm thành Milan sau trận Marignan (1515) bản thỏa ước Bologne. Thỏa hiệp này nhìn nhận sự xóa bỏ văn kiện Pragmatique Sanction de Bourges (1438).
Tuy nhiên, Giáo hoàng cũng phải hy sinh và nhượng bộ nhiều, để trách một cuộc ly giáo có thể xảy ra. Bản thỏa ước này đã chi phối, cho đến thời kỳ Cách mạng, các mối tương quan giữa nước Pháp và Tòa Thánh.
Anh và Pháp xác định ranh giới sau chiến tranh "Trăm năm" (1453). Vua Pháp Francois I được Lêo X trao quyền chỉ định Giám mục và đan viện trưởng qua thỏa ước Bologne. Bốn năm cuối cùng của triều đại Leo X là những năm nhiều biến cố thê thảm nhất cho Giáo hội.
Ông qua đời ngày 1 tháng 12 năm 1521.